# Les Joyeux Voleurs
Pour plus de détails, voir Fiche technique et Distribution.
Les Joyeux Voleurs (The Happy Thieves) est un film américain de George Marshall sorti en 1961.

## Fiche technique
- Titre : Les Joyeux Voleurs
- Titre original : The Happy Thieves
- Réalisation : George Marshall
- Scénario : John Gay d'après un roman The Oldest Confession de Richard Condon
- Production : Rita Hayworth et James Hill
- Studio de production : Hillworth Productions A.G.
- Images : Paul Beeson
- Musique : Mario Nascimbene
- Décors : Ramiro Gómez
- Costumes : Pierre Balmain et Pedro Rodríguez
- Montage : Oswald Hafenrichter
- Pays d'origine : États-Unis
- Format : Noir et blanc - 35 mm - Son : Mono (Westrex Recording System)
- Genre : Comédie policière
- Durée : 88 minutes
- Dates de sortie :
  - États-Unis : 20 décembre 1961 (Chicago)
  - États-Unis : janvier 1962 (sortie nationale)

## Distribution
- Rita Hayworth : Eve Lewis
- Rex Harrison : Jimmy Bourne
- Joseph Wiseman : Jean Marie Calbert
- Alida Valli : Duchesse Blanca
- Grégoire Aslan : Dr. Victor Muñoz
- Virgilio Teixeira : Cayetano
- Peter Illing : M. Pickett
- Britta Ekman : Mme Pickett
- George Rigaud : L'inspecteur espagnol
- Gérard Tichy : Antonio